# Eudorella emarginata
Eudorella emarginata is een zeekommasoort uit de familie van de Leuconidae. De wetenschappelijke naam van de soort is voor het eerst geldig gepubliceerd in 1846 door Krøyer.